# Nova Alvorada
Nova Alvorada is een gemeente in de Braziliaanse deelstaat Rio Grande do Sul. De gemeente telt 3.258 inwoners (schatting 2009).